# 多馬斯·哈漾
多馬斯·哈漾（Tumas Hayan, 1971年—），筆名：李永松，台灣原住民作家，桃園市復興區奎輝部落泰雅族人，臺灣師範大學文學碩士。長期關注原住民議題，曾任教大華科技大學、醒吾科技大學、臺北大學、大興高中，2021年教職退休，目前專事創作與農耕生活。其作品以小說及散文見長，屢獲國內文學獎項。

## 生平
多馬斯·哈漾出生於桃園市復興區的泰雅族奎輝部落，  15歲時因為求學來到平地生活，並在元智大學應用中文系畢業。 曾任教大華科技大學、醒吾科技大學、臺北大學，最後在桃園私立大興高中任教，2000年時參加中華汽車文化基金會舉辦的第1屆原住民文學獎，雖然因為字數過多落選，卻點燃多馬斯·哈漾對寫作的熱情。 開始陸續投稿臺灣各地的文學獎，最具代表的創作是2006年以《雪國再見》獲得臺灣文學獎長篇小說推薦獎，由此在原住民文學中逐漸受到關注。
多馬斯·哈漾在早期參與文學獎徵選的時候，多以漢名李永松投稿，但在2000年後於網路上發表其作品時，則多已以多馬斯為名，直到2010年以後，才逐漸將兩種身分合而為一，用族名多馬斯·哈漾參與文學獎的投稿。多馬斯·哈漾早年多以網路作為創作平台，被認為打破原住民文學的模式框架，展現了原住民文學另一種書寫的可能。:153 2002年多馬斯·哈漾集結其於公共電視原住民節目討論版發表的五十餘篇散文、兩篇小說自費出版《北橫多馬斯》，亦建構一條新生代作家透過網路發聲的新途徑。:157

## 創作風格
多馬斯·哈漾創作文類以小說為主。對於原住民的歷史有深刻的描繪，透過串接、穿越的題材，完整的提出對現實的抗議，並有著豐富、大膽的想像力，文字帶有迷人的幽默感，呈現原住民樸實真切的一面。
臺灣文學獎評審舞鶴指出多馬斯的作品時空交替頗有巧思，寫史寫事可見其對自身族群的關懷之情，但深沉的關懷出自深入的了解，真了解必然影響書寫的方向、作品的質地，於此本篇（《雪國再見》）有不足處。

## 得獎
重要獲獎紀錄:
- 2019年《再見雪之國》獲鍾肇政文學獎長篇小說首獎
- 2017年〈空回音〉獲鍾肇政文學獎報導文學三獎
- 2017年〈獵場之歌〉獲教育部文藝創作獎短篇小說優選
- 2013年〈霧事件番外篇〉獲臺灣文學獎小說類入圍
- 2012年〈心最遠的距離〉獲臺灣原住民族文學獎散文首獎
- 2011年〈泰雅爾巴萊〉獲臺原住民族學獎短篇小說首獎
- 2010年《地底方舟》獲教育部文藝創作獎兒童劇本類優選
- 2010年《部落 台北》獲第十二屆臺北文學獎年金類入圍
- 2010年《冷山》獲鳳邑文學獎長篇小說評審獎
- 2010年〈菜區之歌〉獲臺灣原住民族文學獎新詩類首獎
- 2008年〈彩虹橋〉獲林榮文學獎散文三獎
- 2006年《雪國再見》獲臺灣文學獎長篇小說推薦獎
- 2006年〈獵人多瑪斯〉獲教育部文藝創作獎教師組短篇小說首獎
- 2005年〈魚〉獲吳濁流文學獎小說首獎
- 2005年〈信用無價〉獲玉山文學獎短篇小說優選
- 2004年〈北横 部落 泰雅族人〉獲桃園縣文藝創作獎短篇小說優選
- 2002年〈雪山子民〉獲第一屆山海文學獎短篇小說推薦獎

### 著作
- 《北橫多馬斯》(2002年)
- 《雪國再見》(2006年)
- 《冷山》(2010年)
- 《泰雅之音》(2013年)
- 《再見雪之國》(2019年)